# Веселовська Ніна Валентинівна
Веселовська Ніна Валентинівна (рос. Веселовская Нина Валентиновна; 7 березня 1932 — 6 березня 2022) — радянська та російська акторка. Заслужена артистка РРФСР (1984).

## Життєпис
Народилася 7 березня 1932 року у селі Городище (нині Пензенської області), в родині, далекій від мистецтва: батько Валентин Дмитрович був будівельником, мати Любов Павлівна, бухгалтер за освітою, працювала в Інституті краси секретаркою.
У дитинстві любила читати і мала здібності до мов, тому після школи вступила на лінгвістичний факультет. Опинившись одного разу на лікуванні у Москві, подала документи і з першого разу вступила на театральний — до Школи-студії МХАТ, яку закінчила 1959 року.
Із 1959 року — акторка театру ім. К. С. Станіславського, із 1978 року — Державного театру кіноактора, працювала в драматичній трупі «Блукаючі зірки» та театрі «Мир искусства».
Візитною карткою Веселовської стала роль Даші Булавіної у кінотрилогії «Ходіння по муках» режисера Григорія Рошаля. Одноєю з найкращих театральних робіт акторки вважається образ Марії Миколаївни Єрмолової у моноспектаклі «Ваш вихід, пані Єрмолова».
Понад півстоліття Веселовська перебувала у шлюбі з Генадієм Добровниковим, доктором технічних наук. Дітей подружжя не мало. 2011 року акторка овдовіла.
Померла 6 березня 2022 року у Москві, за день до свого 90-річного ювілею.

## Фільмографія
| Рік  |    | Українська назва                 | Оригінальна назва              | Роль                        |
| ---- | -- | -------------------------------- | ------------------------------ | --------------------------- |
| 1957 | ф  | Ходіння по муках                 | Хождение по мукам              | Даша Булавіна               |
| 1962 | ф  | Грішний ангел                    | Грешный ангел                  | Людмила Василівна Молчанова |
| 1964 | ф  | Космічний сплав                  | Космический сплав              | Людмила Кареджі             |
| 1965 | ф  | До уваги громадян та організацій | Вниманию граждан и организаций | вчителька                   |
| 1965 | ф  | Друзі і роки                     | Друзья и годы                  | Тетяна                      |
| 1966 | ф  | Два роки над прірвою             | Два года над пропастью         | Раїса Окипна                |
| 1967 | ф  | Тетянин день                     | Татьянин день                  | Софія Паніна                |
| 1968 | тф | Угрюм-ріка                       | Угрюм-река                     | баронеса Замойська          |
| 1968 | ф  | Шосте липня                      | Шестое июля                    | Інеса Арманд                |
| 1969 | ф  | Шукайте і знайдете               | Ищите и найдёте                | Ольга Тарлова               |
| 1970 | ф  | Кут падіння                      | Угол падения                   | Вікторія Федорівна          |
| 1971 | ф  | Знайди мене, Льоню!              | Найди меня, Лёня!              | Марина Арсеньєва            |
| 1979 | ф  | Місто прийняв                    | Город принял                   | родичка потерпілої          |
| 1979 | ф  | Під кінець літа                  | На исходе лета                 | Ольга Ведєнєєва             |
| 1979 | тф | Склянка води                     | Стакан воды                    | фрейліна королеви           |
| 1980 | ф  | Альоша                           | Алёша                          | Савіна                      |
| 1980 | ф  | Особливо важливе завдання        | Особо важное задание           | Ксенія                      |
| 1982 | ф  | Якщо ворог не здається...        | Если враг не сдаётся...        | Мотря                       |
| 1986 | ф  | І в звуках пам'ять відгукнеться… | И в звуках память отзовётся... | мати Миколи Лисенка         |
| 1991 | ф  | Метелики                         | Бабочки                        | помреж                      |
| 2004 | с  | Ніжне чудовисько                 | Нежное чудовище                | Оболенська                  |
| 2007 | с  | Дім на набережній                | Дом на набережной              | баба Ніла                   |
| 2008 | ф  | Сезон туманів                    | Сезон туманов                  | стара актриса               |
| 2011 | ф  | Моя друга половинка              | Моя вторая половинка           | Любов Павлівна              |

## Нагороди
- Орден Пошани (2002)
- Заслужена артистка РРФСР (1984)
- Заслужений діяч культури ПНР